# 차오다위안
차오다위안(중국어: 曹大元, 병음: Cao Dayuan, 한자음: 조대원, 1962년 1월 26일 ~ )은 중화인민공화국의 바둑 기사이다. 상하이시 출신으로 중국기원 소속의 9단이다. 세계아마추어바둑선수권대회와 여러 국내외 바둑 대회에서 우승과 준우승을 했다. 배우자는 바둑 기사 양후이이다.

## 경력
후난성 창사시에서 태어났다. 11세경에 바둑에 입문하여 17세부터 집중적으로 바둑 공부에 착수했다. 1981년 신체육배에 출전하여 녜웨이핑에게 도전하여 무승 3패로 졌다. 1982년 세계아마추어바둑선수권대회에서 우승을 차지했고 같은 해 6단으로 인정받았다. 1986년 신체육배에서 우승하고 9단으로 승단했다. 1994년 전국바둑개인전에서 우승을 하는 등 1990년대에 마샤오춘과 함께 패권 경쟁을 했다. 1994년 중일 슈퍼 대항전에 출전하여 일본의 야마시로 히로시와 가다오카 사토시, (故)가토 마사오를 차례로 누르고 우승을 차지했다.  2017년 한중일 세계시니어바둑대회에서 우승했다.